# Opatija Whitby
Opatija Whitby je bila krščanski samostan iz 7. stoletja, ki je kasneje postal benediktinski samostan. Cerkev opatije je bila s pogledom na Severno morje na vzhodnem klifu nad Whitbyjem v severnem Yorkshiru v Angliji, središču srednjeveškega nortumbrijskega kraljestva. Opatijo in njeno posest je med razpustitvijo samostanov med letoma 1536 in 1545 zaplenila krona pod Henrikom VIII.
Od takrat so ruševine opatije še naprej uporabljali mornarji kot mejnik na rtu. Od 20. stoletja so bile znatne ruševine cerkve razglašene za stavbo I. stopnje zaščite in so v oskrbi English Heritage. Muzej je  v Cholmley House, banketni dvorani iz 17. stoletja, ki jo je leta 2002 preuredil oblikovalski studio Stanton Williams.

## Streoneshalh
Prvi samostan je leta 657 našega štetja ustanovil Northumbrijski kralj anglosaške dobe Oswy (Oswiu) kot Streoneshalh (starejše ime za Whitby). Za ustanovno opatijo je imenoval lady Hildo, opatijo opatije Hartlepool in pranečakinjo Edwina, prvega krščanskega kralja Northumbrije. Ime Streoneshalh naj bi pomenilo Fort Bay ali Tower Bay, glede na domnevno rimsko naselbino, ki je prej obstajala na tem mestu. Ta trditev ni bila nikoli dokazana in predlagane so bile alternativne teorije, na primer ime, ki pomeni naselje Streona. Nekateri menijo, da se je ime nanašalo na Eadrica Streono, vendar je Streona umrl leta 1017, tako da bi bilo poimenovanje Streoneshalh nekaj sto let pred njegovim rojstvom.
Dvojni samostan keltskih menihov in nun je bil (614–680) dom velikega nortumbrijskega pesnika Cædmona.
Leta 664 je v samostanu potekala sinoda v Whitbyju, da bi rešili vprašanje, ali bo Northumbrijska cerkev prevzela in sledila keltskim krščanskim tradicijam ali sprejela rimsko prakso, vključno z načinom izračuna datuma velike noči in obliko meniške tonzure. Odločitev, s podporo kralja Oswyja, je bila sprejetje rimskih običajev in določen je bil datum velike noči.
Samostan Streoneshalch so opustošili Danci v zaporednih napadih med letoma 867 in 870 pod Ingwarjem in Ubbo in je ostal pust več kot 200 let. Kraj z imenom 'Prestebi' je bil zabeležen v Domesday Book iz leta 1086, kar je lahko znak, da je bilo versko življenje v neki obliki oživljeno po danskih napadih; omenjen je tudi 'Witebi' (Whitby). V stari norveščini Prestebi pomeni bivališče duhovnikov. Stari samostan, ki je bil dan Reinfridu, je obsegal približno 40 porušenih monasteria vel oratoria, podobnih irskim meniškim ruševinam s številnimi kapelami in celicami.

## Whitby
Reinfrid, vojak Viljema Osvajalca, je postal menih in odpotoval v Streoneshalh, ki je bil takrat znan kot Prestebi ali Hwitebi ("bela naselbina" v stari norveščini). Za zemljišče se je obrnil na Williama de Percyja, ki mu je dal porušeni samostan sv. Petra z dvema karukatoma zemlje, da bi ustanovil nov samostan. Serlo de Percy, ustanoviteljev brat, se je pridružil Reinfridu v novem samostanu, ki je sledil benediktinskemu pravilu. Večji del de Percyjeve stavbe je bil podrt in samostan je bil ponovno zgrajen v večjem obsegu v 1220-ih.
Benediktinska opatija je stoletja uspevala kot središče učenja. Ta drugi samostan je leta 1540 med razpustitvijo samostanov uničil Henrik VIII. Opatijo je kupil Sir Richard Cholmley. Ostal je v družini Cholmley in njihovih potomcih, družini Strickland. Družina Strickland ga je leta 1920 predala vladi Združenega kraljestva. Ruševine so zdaj v lasti in vzdrževanju English Heritage.
Decembra 1914 sta opatijo Whitby obstrelili nemški bojni križarki Von der Tann in Derfflinger, katerih posadka je »ciljala proti postaji obalne straže na koncu rta«. Napadena sta bila tudi Scarborough in Hartlepool. Stavbe opatije so med desetminutnim napadom utrpele precejšnjo škodo.

## Posest opatije
Prvotno darilo Williama de Percyja ni vključevalo samo samostana svetega Petra v Streoneshalchu, temveč mesto in pristanišče Whitby z župnijsko cerkvijo svete Marije in šestimi odvisnimi kapelami v Fylingu, Hawskerju, Sneatonu, Ugglebarnbyju, Dunsleyju in Aislaby; pet mlinov, vključno z Ruswarpom; vas Hackness z dvema mlinoma in župnijsko cerkvijo sv. Marije; in cerkev sv. Petra v Hacknessu, »kjer so naši menihi služili Bogu, umrli in bili pokopani« in različni drugi darovi, našteti v spominu v opatovi knjigi.

## Drakula
V romanu Drakula Brama Stokerja iz leta 1897 je bil grof Drakula predstavljen kot bitje, ki je spominjalo na velikega psa, ki je prišel na obalo na rtu in tekel po 199 stopnicah do pokopališča cerkve sv. Marije v senci ruševin opatije Whitby.[18][19] Opatija je opisana tudi v dnevniku Mine Harker v romanu:

Tik nad mestom so ruševine opatije Whitby, ki so jo oplenili Danci in je prizorišče dela Marmiona, kjer je bila deklica vzidana v zid. To je najbolj plemenita ruševina, neizmerne velikosti in polna lepih in romantičnih bitov; obstaja legenda, da je v enem od oken videna bela dama.

## Galerija
- Ruševine opatije Whitby na knjižni ilustraciji iz leta 1909
- Kamnita zgradba opatije Whitby
- Opatija Whitby
- Načrt opatije Whitby, ki prikazuje različna obdobja gradnje[13]
- Zahodno pročelje opatije je značilno za 14. stoletje s suličastimi okni
- Bombardiranje Whitbyja, 16. december 1914, avtor William Scott Hodgson.